# كأس المكسيك 1994–95
كأس المكسيك 1994–95 (بالإسبانية: Copa México 1994-95)‏ هو الموسم 38 من كأس المكسيك. كان عدد الأندية المشاركة فيه 38، وفاز فيه نادي نيكاكسا.